# Инкери (газета)

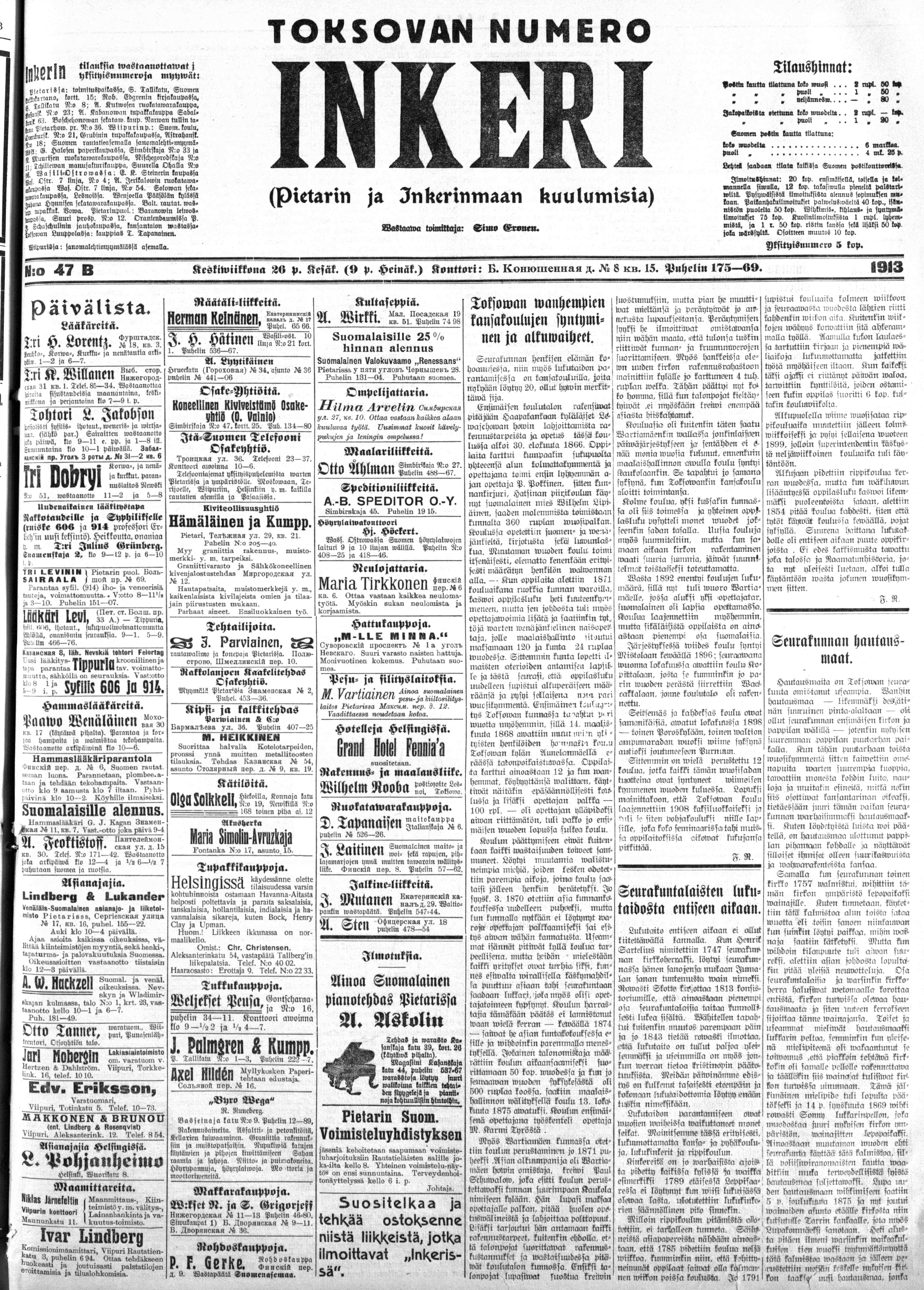
Газета «Инкери», № 47, 1913 г.

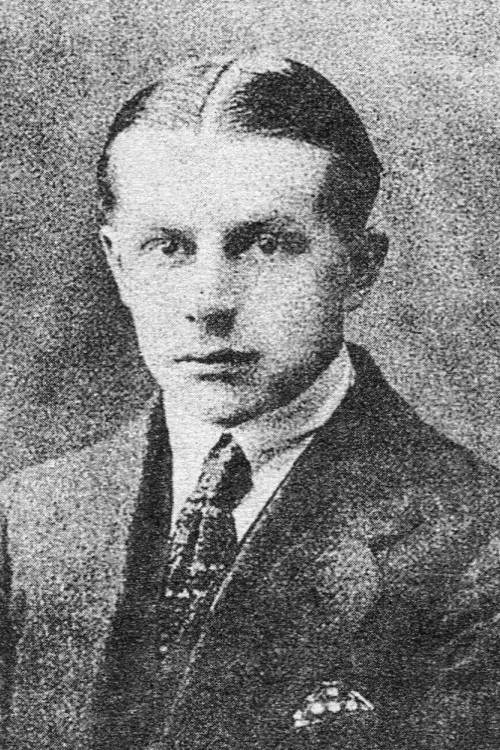
Антти Тииттанен. Редактор газеты с 1922 по 1928 год

«Inkeri» («Инкери», рус. Ингерманландия) — финноязычная газета, выходившая в Санкт-Петербурге в 1884—1917 годах и Финляндии в 1922—1928 годах. В настоящее время под таким же названием выходят газеты Ингерманландского союза Эстонии и Санкт-Петербургской организации Союза ингерманландских финнов «Инкерин Лиитто».

## История
Первый номер газеты вышел в начале февраля 1884 года. В начальный период она представляла собой вестник петербургских и ингерманландских финнов. Главным редактором был директор Санкт-Петербургской церковной школы А. Ф. Силен. Другими сотрудниками, авторами и помощниками были настоятели приходов Отто Рокканен, А. И. Пииспанен, учителя Пааво Ряйккёнен, Абрам Тииснека, Йоханнес Хяухянен, Сакари Путро, Пекка Ниукканен, Роберт Сеппянен, а также, в течение всего времени издания газеты композитор Моозес Путро.
Новости касались в первую очередь жизни в Санкт-Петербурге, но корреспонденты присылали рассказы также и о сельской местности, в особенности — из ближайших окрестностей Санкт-Петербурга. Большая часть газетных полос посвящалась церковной и приходской жизни, борьбе за трезвость, но публикации затрагивали также хозяйственную жизнь, краеведение, земскую деятельность, а также события в мире. Нередко печатались и художественные произведения в виде публикаций с продолжением. Сначала газета выходила два раза в неделю. Однако газета не окупалась. Поэтому её выпуск был прекращён, и основано новое издание. В декабре 1905 года вышел первый номер «Uusi Inkeri» (Новая Ингрия), которую редактировали учителя Каапре Тюнни и Пааво Ряйккёнен. Издателями её были директор церковной школы Пиетари Тойкка и предприниматель Йонас Пеуса. Выходящая три раза в неделю газета печаталась в Выборге из-за сложностей с цензурой. Направленность газеты была более радикальной и власти запретили её выпуск в 1906 году.
Представители лютеранской церкви Ингрии в 1906 году снова учредили газету «Инкери», а также основали новую газету «Neva», продолжившую линию закрытой «Uusi Inkeri». Первым редактором возрождённой «Inkeri» стал Пааво Ряйккёнен. Газета активно освещала церковную жизнь, а также проявляла бо́льший интерес к национальным вопросам, чем её конкурент. Церковь также поддерживала выпуск особых местных номеров, посвящённых истории и насущным проблемам одного из приходов. Газета была запрещена после Октябрьской революции в декабре 1917 года.
С 1922 по 1928 год газета «Inkeri», редактором которой являлся Антти Тииттанен, издавалась обществом Инкерин Лиитто для ингерманландских беженцев в Финляндии.

## Современность
В 1993 году Союз ингерманландских финнов Эстонии начал выпуск финноязычной газеты «Inkeri». Газета выходит один раз в месяц. Она рассказывает в основном о жизни ингерманландских финнов в Эстонии. С 2006 — в цветном виде, есть собственный сайт.
В феврале 1998 года в Санкт-Петербурге был начат выпуск двуязычной газеты «Inkeri» («Инкери»). С 1998 по 2002 год газета выходила раз в месяц. До 2007 года её возглавлял Андрей Сыров. Газета выходит четыре раза в год. Её редактором является председатель общества «Инкерин Лиитто» Александр Кирьянен. В издании газеты активно участвуют заместители главного редактора Андрей Пюккенен и Алексей Крюков, технический редактор Андрей Сыров. Тираж составляет 500 экземпляров. Номера газеты также публикуются на официальном сайте.